# Nothing Is Impossible (canción de Planetshakers)
"Nothing Is Impossible" es una canción de la banda de adoración contemporánea australiana Planetshakers. Fue lanzado el 9 de agosto de 2011, como el sencillo principal de su álbum en vivo, Nothing Is Impossible (2011). La canción también aparece en el álbum de Planetshakers Kids Nothing Is Impossible (2013), en el álbum Nada es imposible (2014), en el álbum Outback Worship Sessions, en el álbum Momentum (Live in Manila) (EP) (2016), en el álbum Heaven on Earth, Part 3, en el álbum Heaven on Earth, en el álbum Deeper (2009) y también apareció en el álbum Beautiful Saviour (2008).  La canción fue escrita por Joth Hunt.

## Rendimiento comercial
En mayo del 2014, la banda Planetshakers recibe una invitación de James Robinson del programa de televisión estadounidense Life Today with James Robison para cantar la canción en vivo. Planetshakers el 10 de noviembre del 2015 visitó la iglesia El Lugar de Su Presencia en Colombia para cantar la canción "Nada Es Imposible" en español. En octubre del 2016, recibe la invitación de Brian Johnson, la banda visitó Bethel Church en Redding, California donde cantaron la canción Nothing Is Impossible en vivo.

## Composición y género
La canción fue escrita por Joth Hunt.
En el 2011, Planetshakers lanzó la canción Nothing Is Impossible, la canción fue grabado en vivo, Joth Hunt junto a Israel Houghton liderando la canción de adoración, del álbum Nada Es Imposible (2011).
En el 2014, Planetshakers lanzó la canción Nada Es Imposible, la canción fue grabada en estudio, Joth Hunt junto a Lucía Parker encabezando la canción de adoración, del álbum Nada Es Imposible (2014), el primer álbum de la banda en español
En el 2015, Planetshakers lanzó la canción Nada Es Imposible en un estilo-pop, el compositor Joth Hunt añadido algún más letras a la canción, presentado en el álbum Outback Worship Sessions.
En el 2016, Planetshakers lanzó Nada Es Imposible en un estilo electrónico, aparece en el álbum Momentum (Live in Manila) (EP).
En el 2018, Planetshakers lanzó Nothing Is Impossible en el primer remix en (EDM Remix) un estilo de baile electrónico, aparece en el álbum Heaven on Earth

## Recepción de la crítica
Russ Hutto, de The Worship Community, dice, la canción Nothing is Impossible. Es una gran canción e incluye a Israel Houghton. La canción tiene un fuerte ambiente de guitarra clásica de U2 que realmente impulsa la canción. La mezcla entre las voces de Israel Houghton y el líder de Planetshakers, Joth Hunt, realmente se suma a la dinámica de esta canción. Este es uno que funcionaría en cualquier congregación y realmente edifica la fe de la gente en su congregación.

## Video musical
El video musical oficial de la canción fue lanzado el 17 de junio de 2015 y ha obtenido más de 3 millones de visitas hasta abril de 2021.

## Covers e interpretaciones
Nothing Is Impossible ha sido traducido e interpretado en muchas iglesias evangélicas de todo el mundo. Esta canción ha sido versionada por varios artistas de música cristiana incluidos Gateway Worship dirigida por el cantante de adoración Matt Birkenfeld, Israel & New Breed, Marco Barrientos, Lakewood Church, El Lugar de Su Presencia entre otros artistas.
El 12 de abril del 2011, Indiana Bible College lanzó la canción Nothing Is Impossible del álbum Your Name. El 25 de julio del 2012, el cantante cristiano mexicano Marco Barrientos, lanzó la canción de Planetshakers en español Nada Es Imposible para el álbum Ilumina  y el álbum Legado de Adoración (2016). El 23 de marzo del 2014, la banda Gateway Worship lanzó el álbum My Sole Pursuit, en el álbum incluyen la canción Nothing Is Impossible. En el 2015 la banda colombiana de Su Presencia lanzó Nada Es Imposible en una versión acústica.

## Rendimiento de gráfico
Nothing Is Impossible también encabezó las listas cristianas correspondientes por Billboard.